# Limnophora riparia
Limnophora riparia är en tvåvingeart som först beskrevs av Fallen 1824.  Limnophora riparia ingår i släktet Limnophora och familjen husflugor. Arten är reproducerande i Sverige. Inga underarter finns listade i Catalogue of Life.